# Olenecamptus modestus
Olenecamptus modestus es una especie de escarabajo longicornio del género Olenecamptus, categorizada en la tribu Dorcaschematini, de la subfamilia Lamiinae. Fue descrita por Yokoi & Heffern en 2016.

## Descripción
Mide 18,2 mm de longitud.

## Distribución
Se distribuye por Malasia.